# Монтиньи-ле-Везуль
Монтиньи́-ле-Везу́ль (фр. Montigny-lès-Vesoul) — коммуна во Франции, находится в регионе Франш-Конте. Департамент — Верхняя Сона. Входит в состав кантона Везуль-Уэст. Округ коммуны — Везуль.
Код INSEE коммуны — 70363.

## География
Коммуна расположена приблизительно в 310 км к юго-востоку от Парижа, в 45 км севернее Безансона, в 7 км к западу от Везуля.
На юго-востоке коммуны протекает река Дюржон.

## Население
Население коммуны на 2010 год составляло 658 человек.
| 1962 | 1968 | 1975 | 1982 | 1990 | 1999 | 2010 |
| ---- | ---- | ---- | ---- | ---- | ---- | ---- |
| 204  | 252  | 365  | 459  | 496  | 538  | 658  |

## Администрация
| Период | Период | Фамилия        | Партия | Примечания |
| ------ | ------ | -------------- | ------ | ---------- |
| 1995   | 2011   | Мишель Муран   |        |            |
| 2012   | 2014   | Филипп Комбрус |        |            |

## Экономика
В 2010 году среди 435 человек трудоспособного возраста (15—64 лет) 319 были экономически активными, 116 — неактивными (показатель активности — 73,3 %, в 1999 году было 72,5 %). Из 319 активных жителей работали 300 человек (146 мужчин и 154 женщины), безработных было 19 (9 мужчин и 10 женщин). Среди 116 неактивных 38 человек были учениками или студентами, 51 — пенсионерами, 27 были неактивными по другим причинам.

## Достопримечательности
- Аббатство Монтиньи-ле-Везуль ордена кларисок-урбанисток (XVIII век). Исторический памятник с 1997 года[3]
- Придорожный каменный крест (1622 год). Исторический памятник с 1913 года[4]
- Монументальный крест с барельефом (1592 год). Исторический памятник с 1913 года[5]

## Фотогалерея

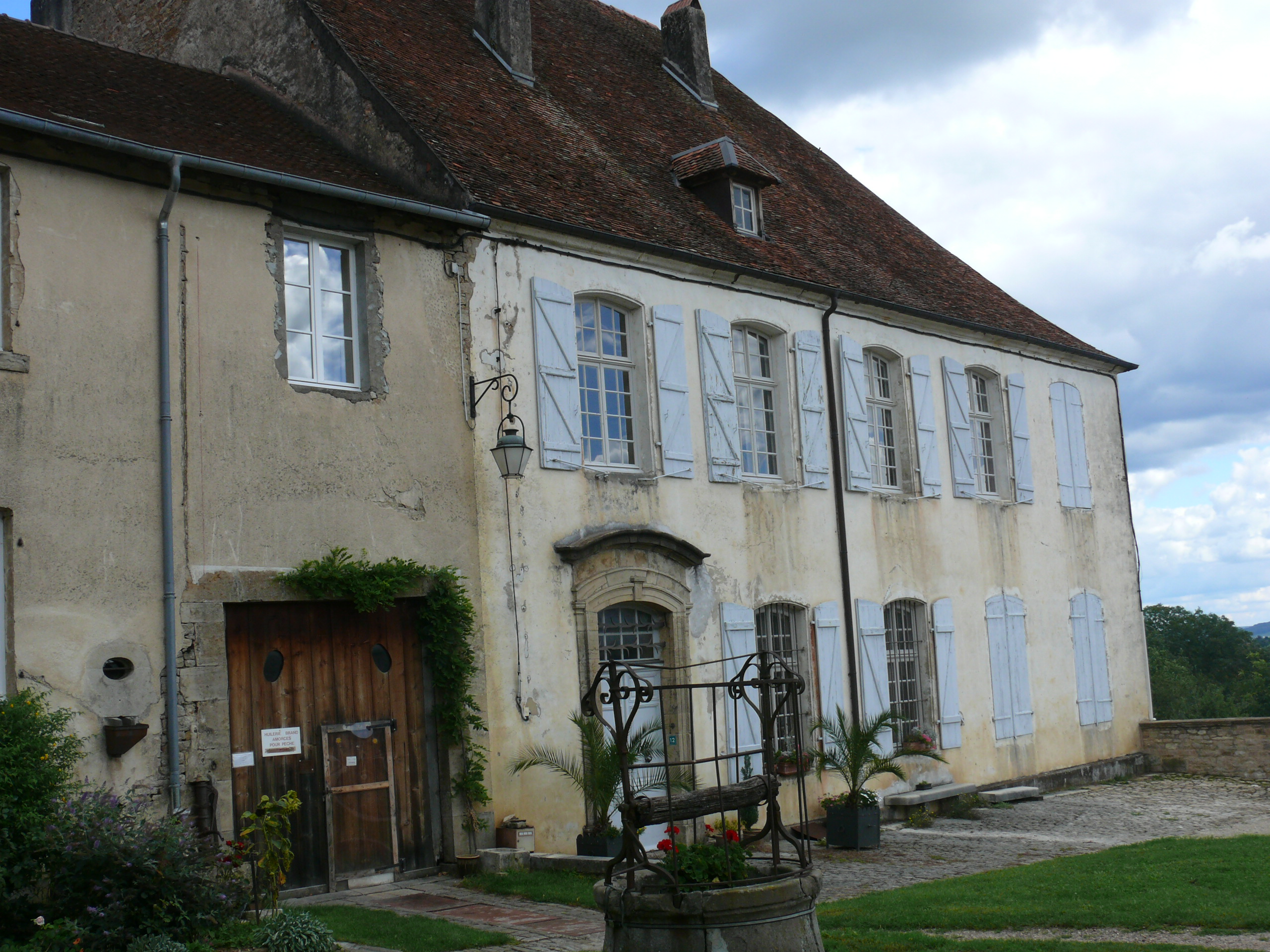
Аббатство Монтиньи-ле-Везуль
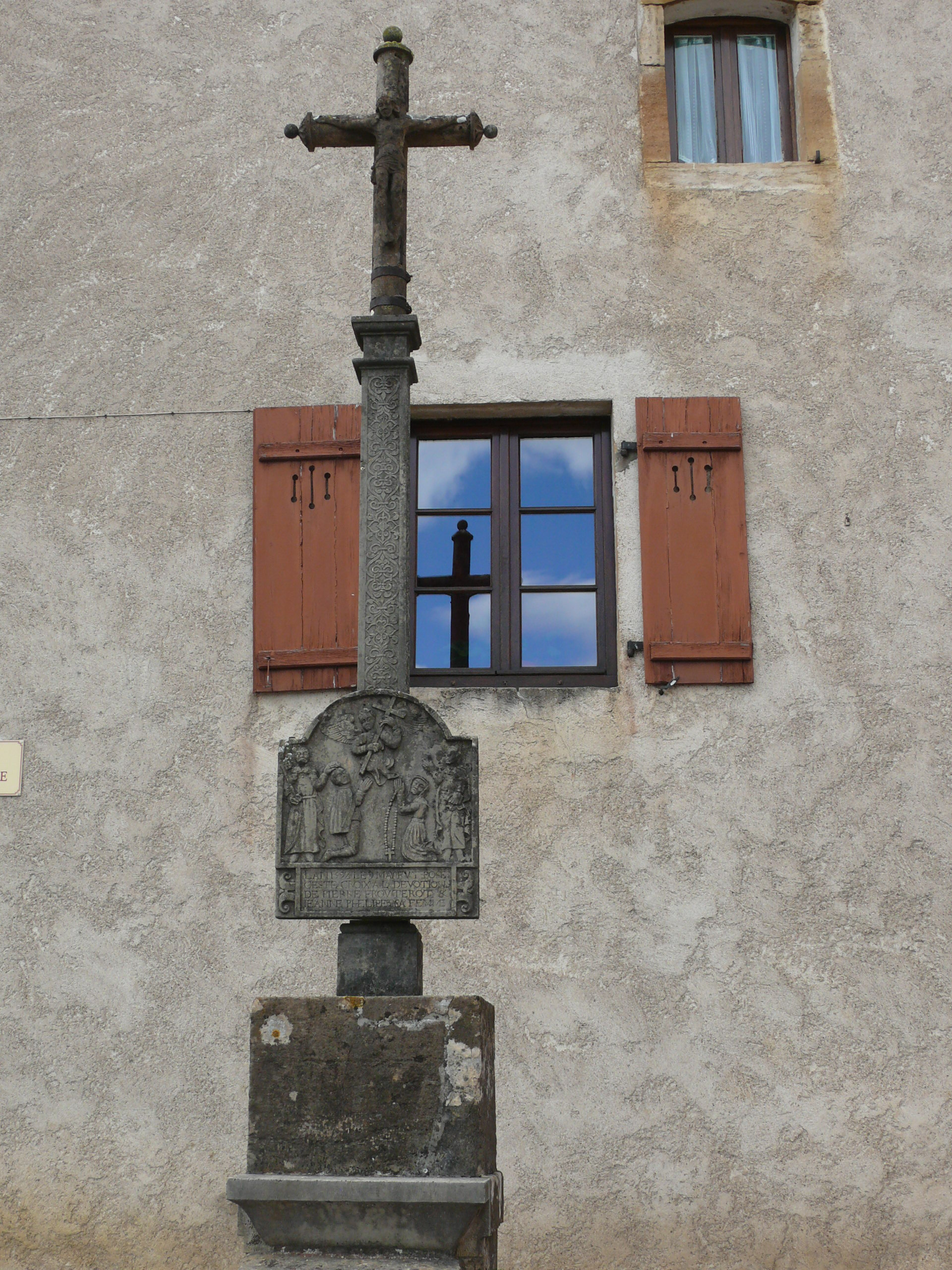
Монументальный крест с барельефом
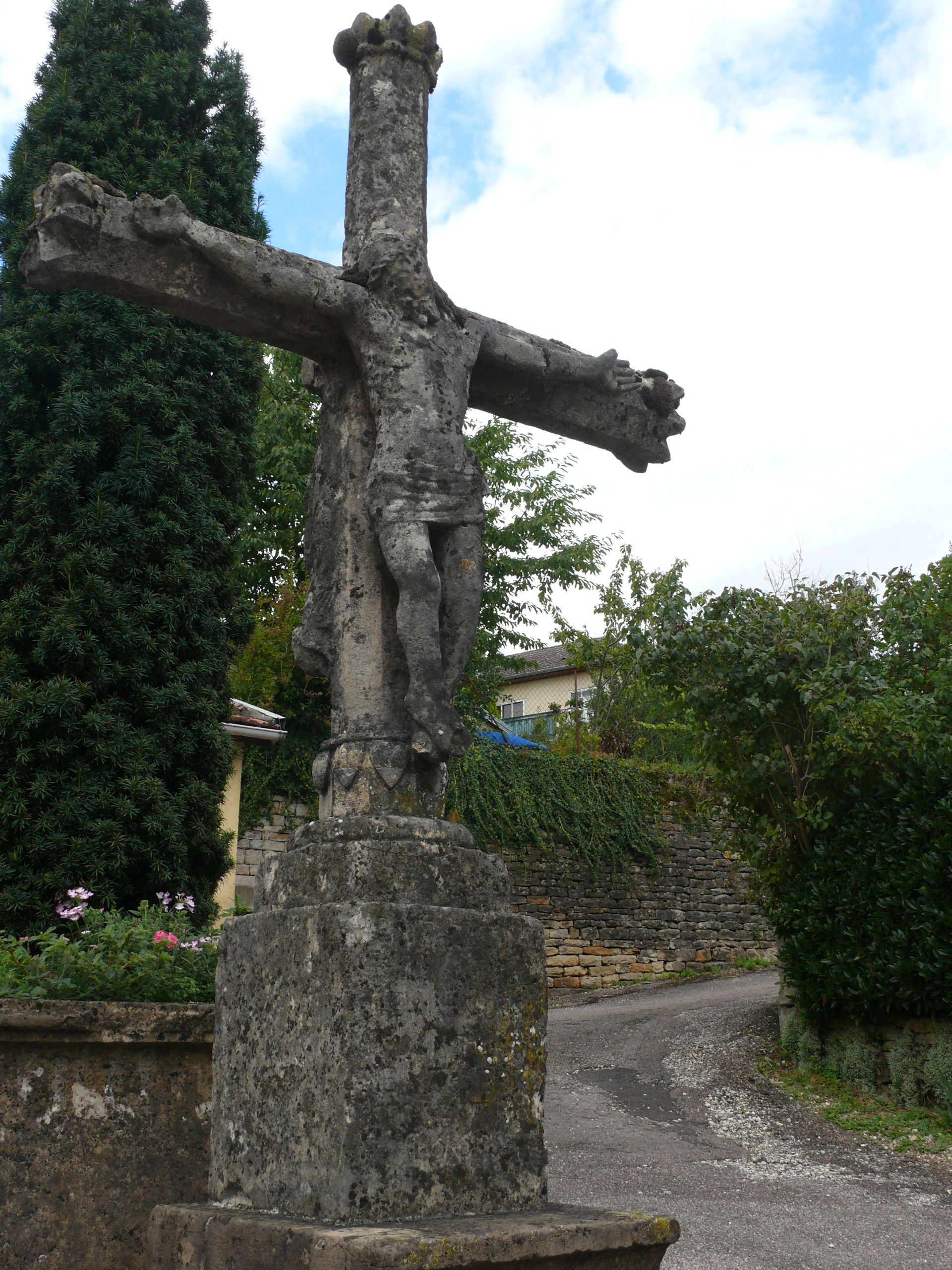
Придорожный каменный крест
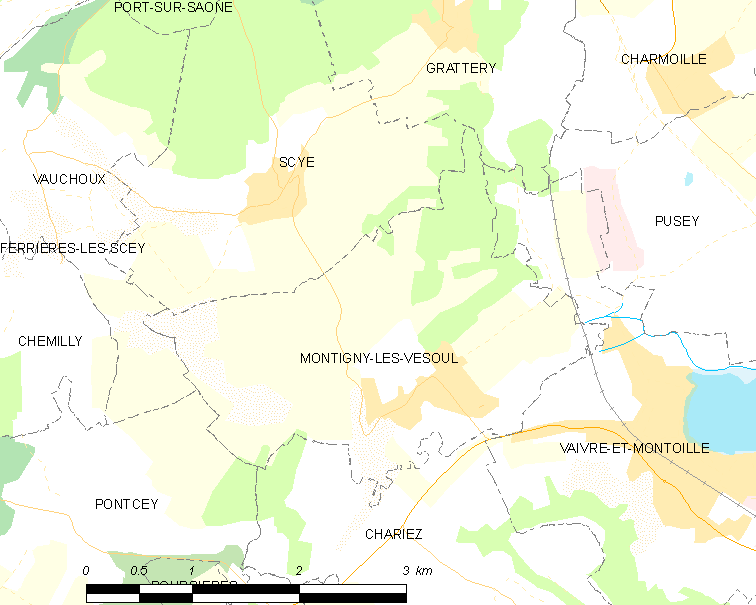
Карта коммуны